# Shabdrung Ngawang Namgyal
Shabdrung Ngawang Namgyal (Tibet, 1594 - Bhutan, 1651) va ser un líder polític, militar i religiós butanés d'origen tibetà. Considerat el pare de la pàtria va ser l'unificador del territori de l'actual Bhutan. A més va ser un lama del budisme tibetà específicament de la tradició Kagyu que és encara avui dia la religió oficial de Bhutan.

## Biografia
Nascut a Ralung, Tibet, fill de Mipham Tenpai Nyima, el sostenedor del Tron del Llinatge Drukpa (una branca de l'escola Kagyu) i de Sonam Pelkyi Butri, filla del governador de Kyisho. Tant el seu pare com la seva mare provenien de l'aristocràcia tibetana. A curta edat va ser reconegut com l'encarnació o tulku de Gyalwang Drukpa, el cap del Llinatge Drukpa amb seu a Ralung. La seva entronització va ser oposada per Lhatsewa Ngawang Zangpo, un poderós i influent polític que va presentar un nou rival al tron. Després de rebre el suport del poderós governant tibetà del moment Tsang Desi de la dinastia Tsampa (la qual en aquella època governava el Tibet abans que els mongols convertissin al Dalai Lama en el governador temporal) Namgyal va deixar de ser acceptat com el genuí Gyalwang Drukpa.
Després d'una sèrie d'enfrontaments verbals i l'exigència del pagament d'indemintzacions que Wangyal va refusar, el Tsang Desi va ordenar l'arrest de Wangyal el 1616, per la qual cosa aquest es va veure forçat a escapar, arribant al Bhutan.
Una vegada al Bhutan va adduir comptar amb la benedicció de les deïtats patrones de Bhutan, va conquistar gairebé tot Bhutan occidental construint molts temples i fortaleses semimonàstiques anomenades Dzong. Posteriorment aconseguiria unificar tot Bhutan especialment després de conquerir el nord i l'est, on no obstant això, va permetre que es preservés la pràctica de l'escola Nyingma que és encara avui una de les més importants de la zona.
El 1627 els jesuïtes portuguesos i primers europeus al Bhutan Estevao Cacella i João Cabral, van descriure a Namgyal com un líder intel·ligent i amable que els autoritzava crear missions cristianes al Bhutan (la qual cosa no es va concretar doncs aquests missioners estaven camí a Tibet en la cerca d'una església apòstata aïllada d'Àsia (probablement romanents del nestorianisme).
El 1634 Namgyal va derrotar les forces tibetanes i butaneses aliades contra ell en la Batalla dels Cinc Lames, consolidant-se com a únic regent de Bhutan. També va tenir bones relacions amb Ladakh (els ladakhis igual que els butanesos estan fortament vinculats religiosa, cultural i racialment als tibetans), per aquell temps regit per un rei seguidor del budisme Kagyu que també tenia problemes fronterers amb Tibet. Tots dos governants van intercanviar diversos regals, missions diplomàtiques i llaços polítics i religiosos.
Tot i que era un cap militar i polític amb grans capacitats estratègiques, Namgyal era també un lama, i com a tal, realitzava les seves tasques espirituals amb gran disciplina, inclòs el registre d'haver realitzat un retir de silenci de tres anys.
Namgyal va ser també qui va establir el sistema de govern dual al Bhutan, on dos líders tenien igual poder, el Je Khempo que seria el líder religiós i el Druk Desi que seria el líder civil. Aquest sistema va persistir fins que al segle xix els britànics ho van modificar fent que el monarca tingués poder total (encara que el Je Khempo continua fins avui sent un líder de gran influència política a més de religiosa).